# جيمس نوبل تاينر
جيمس نوبل تاينر (بالإنجليزية: James Noble Tyner)‏ (و. 1826 – 1904 م) هو سياسي، ومحام من الولايات المتحدة. وهو عضو في الحزب الجمهوري. كان تاينر محاميًا ونائبا في الكونغرس من إنديانا ومدير عام البريدد. تم انتخاب تاينر إلى مجلس النواب الأمريكي في عام 1869، حيث خدم لثلاث فترات حتى عام 1875. عارض تاينر أثناء وجوده في مجلس النواب منح إعانات لشركات سكك الحديد، وشجع التوسع الصناعي التدريجي في الغرب، وعارض امتيازات الأختام البريدية للكونغرس. في عام 1873، صوّت تاينر لقانون رفع رواتب الكونغرس والذي منعه من نيل ترشيح الكونجرس الجمهوري لفترة رابعة. قام الرئيس يوليسيس غرانت بتعيين تاينر كمساعد لمدير عام البريد في عام 1875 ثم مديراً عاماً للبريد في عام 1876 وخدم في المنصب حتى عام 1877. شغل تاين منصب مساعد مدير عام البريد في رئاسة رذرفورد هايز حتى عام 1881. أجبر تاينر على الاستقالة من منصبه في أكتوبر من عام 1881 من الرئيس تشيستر آرثر، بما زعم بمعرفته بعمليات الاحتيال البريدية في "ستار روت"، ولإنه منح ابنه (الذي عيّنه مشرفا على مكتب البريد في شيكاغو) زيادة في الراتب قدرها ألف دولار. عمل تاينر بعد ذلك كمساعد مدعي عام في إدارة البريد من عام 1889 إلى 1893 ومجددا من عام 1897 إلى 1903. أجبر تاينر على الاستقالة من منصب مساعد النائب العام من قبل المدير العام هنري كلاي باين في أبريل 1903، وكان تاينر وقتها قيد التحقيق وقدم للمحاكمة بتهمة الاحتيال والرشوة. وتمت تبرئة تاينر من جميع التهم لعدم كفاية الأدلة بعد أن قامت عائلته بإزالة الأوراق ذات الصلة من مكتبه. تدهورت صحة تاينر وتوفي في العام التالي. لم تجرى أبحاث تاريخية حديثة كثيرة عن حياته ومهنته. أتى تاينر في البداية إلى واشنطن كنائب ومصلح في الغرب الأوسط قبل أن يرتبط عمله السياسي بالجدل والفضائح. كان بين أواخر أعضاء حكومة غرانت. تم تعيين تاينر كمندوب في المؤتمرات البريدية الدولية في أعوام 1878 و 1897، وكان يملك ثقة الرئيس الجمهوري رذرفورد هايز وويليام ماكينلي.